# La Grande-Paroisse
La Grande-Paroisse ist eine französische Gemeinde mit 2.899 Einwohnern (Stand: 1. Januar 2022) im Département Seine-et-Marne in der Region Île-de-France. Sie gehört zum Arrondissement Provins und zum Kanton Montereau-Fault-Yonne.
Die Einwohner werden Grands-Paroissiens oder kurz Roissiens genannt.

## Geographie
La Grande-Paroisse liegt an der Seine.

### Nachbargemeinden
Umgeben ist La Grande-Paroisse von den Gemeinden Valence-en-Brie im Norden, Forges im Nordosten, Montereau-Fault-Yonne im Osten, Varennes-sur-Seine im Südosten, Ville-Saint-Jacques im Süden, Montarlot und Orvanne (Moret-sur-Loing und Écuelles) im Südwesten sowie Vernou-la-Celle-sur-Seine im Westen.

## Bevölkerungsentwicklung
| 1962 | 1968 | 1975 | 1982 | 1990 | 1999 | 2006 | 2012 |
| ---- | ---- | ---- | ---- | ---- | ---- | ---- | ---- |
| 1510 | 1572 | 1950 | 2219 | 2392 | 2491 | 2497 | 2652 |

## Sehenswürdigkeiten
- Archäologische bzw. Prähistorische Stätte von Pincevent mit Siedlungsresten aus der Zeit um 10.000 v. Chr.
- Sarkophag von Montagne Baignière aus dem 7. Jahrhundert, Monument historique seit 1955
- Kirche Saint-Germain, Monument historique

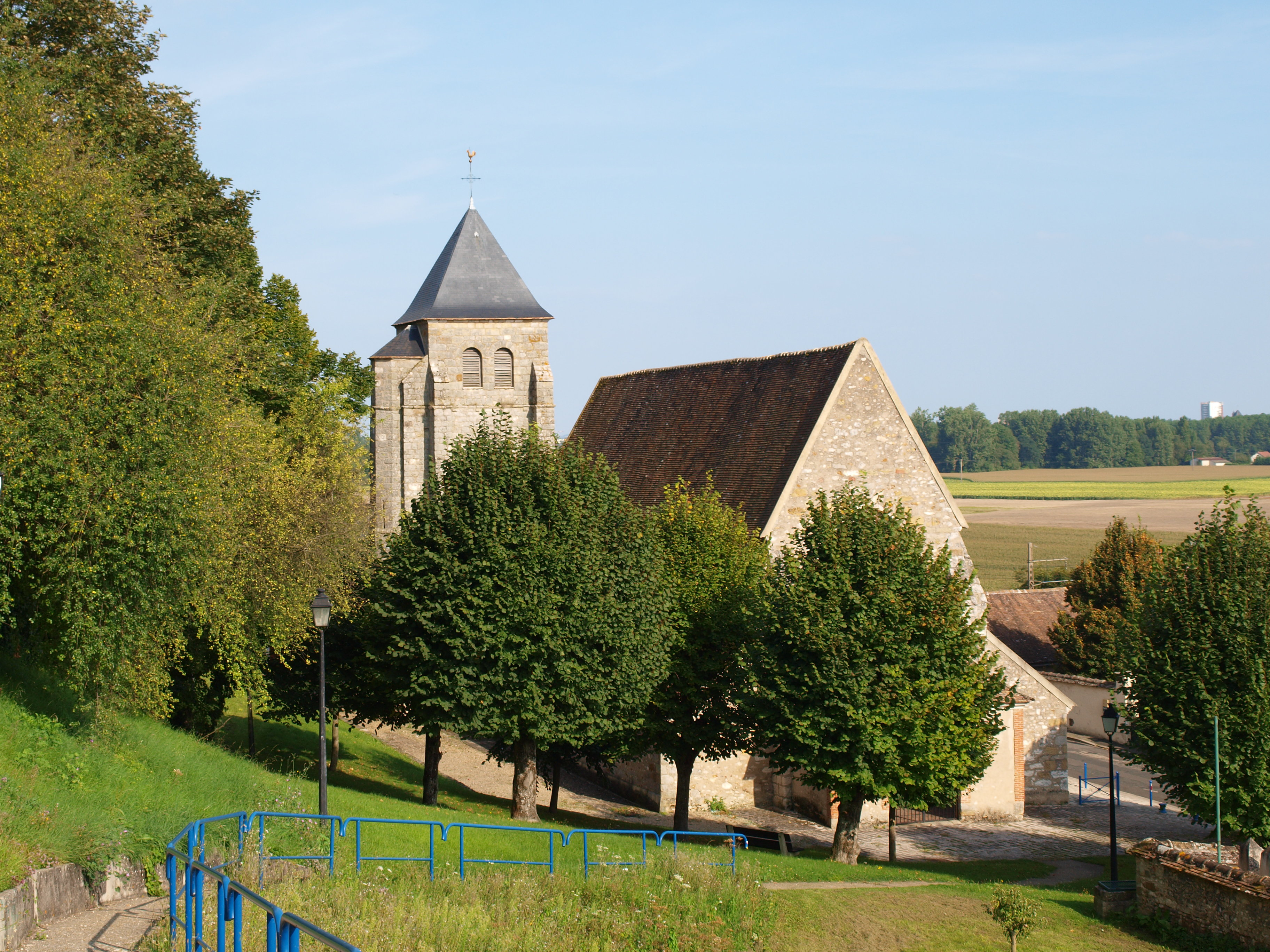
Kirche Saint-Germain

- Tal der sieben Mühlen

## Gemeindepartnerschaften
Mit dem deutschen Ort Honzrath im Saarland besteht seit 1985 eine Partnerschaft.